# A Good Old Fashioned Orgy
A Good Old Fashioned Orgy (Brasil: Uma Boa e Velha Orgia / Portugal: Uma Bela Orgia à Moda Antiga) é um filme de comédia norte-americano de 2011, escrito e dirigido por Alex Gregory e Peter Huyck. O filme foi estrelado por Jason Sudeikis, Leslie Bibb, Lake Bell, Michelle Borth, Nick Kroll, Tyler Labine, Lindsay Sloane, Lucy Punch e Will Forte. O enredo principal segue Eric, que, tendo feito festas na casa de seu pai por anos, decide fazer uma última festa quando a casa vai ser vendida: uma orgia.
A estréia mundial de A Good Old Fashioned Orgy foi realizada no Festival de Cinema de Tribeca 2011, em Nova York, em 29 de abril de 2011. O filme recebeu um lançamento no cinema limitado nos Estados Unidos em 2 de setembro de 2011.

## Sinopse
| Jason Sudeikis |  | Leslie Bibb |  | Tyler Labine |
| Jason Sudeikis |  | Leslie Bibb |  | Tyler Labine |

Aos trinta anos de idade, Eric é um eterno adolescente que vive dando festas para os seus amigos na casa do pai, nos Hamptons. Após seu último evento, no qual descobre que o imóvel vai ser vendido, Eric e seus parceiros decidem fazer uma última e grandiosa festa: uma orgia de fim de verão.
Eric (Jason Sudeikis) é um adolescente perpétuo que vive para festejar, realizando eventos temáticos com seus amigos usando a casa grande de seu pai nos Hamptons. No dia 3 de julho, Eric faz uma festa de lixo branco com a participação de seus amigos Sue (Michelle Borth), Adam (Nick Kroll), Mike (Tyler Labine), Laura (Lindsay Sloane), Kate (Lucy Punch), Glenn (Will Forte) Doug (Martin Starr) e sua namorada Willow (Angela Sarafyan), Alison (Lake Bell) e seu namorado Marcus (Rhys Coiro). Eric conhece Kelly (Leslie Bibb) na festa. Na manhã seguinte, o pai de Eric (Don Johnson) chega e informa que ele está vendendo a casa. No próximo fim de semana, o grupo chega de volta à casa e encontra-o à venda por Dody (Lin Shaye) e Kelly.
Eric e Mike decidem dar uma última festa em casa no Dia do Trabalho no final de semana. Lamentando a atitude sexual mais liberal da geração mais jovem que passou por cima dele, Eric sugere ter uma orgia. Quando eles apresentam a ideia para seus amigos, todos relutam, mas quando Mike e Eric argumentam que depois todos estarão se afastando um do outro e que este pode ser o último momento em que estão juntos, Sue concorda em participar. Laura se junta ao plano para melhorar sua autoestima, e é posteriormente acompanhada por Alison depois que ela rompe com Marcus. Sue tem sentimentos por Eric no ensino médio, mas Eric persegue um relacionamento com Kelly, para tentar interferir com ela vendendo a casa. Doug e Willow se juntam à orgia, esperando que isso o torne mais confiante. No casamento de Kate e Glenn, um Adam bêbado revela que ele perdeu o emprego porque Eric destruiu seu telefone na festa do lixo branco e concorda em participar da orgia.
Eric e Mike vão a um clube de sexo underground para pesquisar orgias e receber conselhos do tio de Mike, Vic (David Koechner). Mais tarde, durante um encontro com Kelly, ela pede a Eric para se encontrar com seus amigos no Dia do Trabalho, com o qual ele relutantemente concorda. Eric admite para Mike que ele está desenvolvendo sentimentos por Kelly e não tem mais certeza de participar da orgia. Na semana anterior ao Dia do Trabalho, Kate e Glenn pedem para entrar na orgia, mas o grupo se recusa porque o casal tem um filho. Kelly diz a Eric que ela pediu a Dody para diminuir a venda da casa até o final do verão.
O fim de semana do Dia do Trabalho chega e o grupo se prepara para a orgia. Doug decide voltar no último minuto, fazendo com que o grupo caia em discussões, culminando quando Alison revela publicamente os sentimentos de Sue por Eric, e Doug acusa Mike de ser o "animal de estimação" de Eric. Glenn e Kate chegam sem ser convidados, pretendendo invadir a orgia, mas acabam fazendo sexo em seu carro. Eric decide sair e ir para a casa de Kelly, mas descobre que ela está em um encontro. Eric retorna para a festa onde o grupo se reconcilia e a orgia finalmente começa.
No Dia do Trabalho, Doug dá a Mike uma cópia de seu álbum finalizado, tendo finalmente encontrado a confiança para seguir sua carreira musical. Sue supera seus sentimentos por Eric, Adam e Laura entram em um relacionamento, e Eric se reconcilia com Kelly. Kelly diz a Eric que o negócio da casa caiu e que agora levará mais tempo para ser vendido. Eric começa a planejar uma festa para o Memorial Day.

## Elenco
O elenco inclui:
- Jason Sudeikis como Eric Keppler.[6] Sudeikis foi confirmado para estrelar o filme em maio de 2008.[7]
- Leslie Bibb como Kelly, a agente imobiliária que vende a casa e objeto das afeições de Eric.[6]  Bibb foi confirmado para estrelar o filme em maio de 2008.[7]
- Lake Bell como Alison Lobel, uma psicóloga que concorda com a orgia depois de romper com o namorado.[6] Bell se juntou ao filme em junho de 2008.[8]
- Michelle Borth como Sue Plummer, uma das amigas que tem sentimentos por Eric.[6]  Borth se juntou ao elenco em maio de 2008.[9]
- Nick Kroll como Adam Richman, um workaholic hipocondríaco.[6][10]
- Tyler Labine como Mike McCrudden, o melhor amigo de Eric.[6][10]
- Angela Sarafyan como Willow Talbot, namorada de Doug.[10]
- Lindsay Sloane como Laura LaCarubba, professora de escola e amiga tímida de Eric. Junta-se à orgia para confrontar seus problemas de imagem corporal.[6][10] Sloane foi inicialmente relutante em assumir o papel, afirmando que "eu peguei o roteiro e vi o título e imediatamente o abaixei".[11]
- Martin Starr como Doug Duquez, um estudante de direito e aspirante a músico.[10]
- Lucy Punch como Kate, a esposa de Glenn que quer participar da orgia.[6][10]
- Will Forte como Glenn, o marido de Kate que quer participar da orgia.[6][10]  Forte foi confirmado para estrelar o filme em maio de 2008..[7]
- Lin Shaye como Dody Henderson, colega de trabalho imobiliário de Kelly e membro do clube de sexo underground.
- Rhys Coiro como Marcus, o namorado alemão de Alison.
- David Koechner como Vic George,  tio de Mike de quem Mike recebe conselhos de orgia em um clube de sexo underground.
- Don Johnson como Jerry Keppler, pai de Eric.[6]

Gregory e Huyck apareceram no filme como um entregador de pizza e um pretendente da personagem Kelly, respectivamente.

## Desenvolvimento

### Escrita
A Good Old Fashioned Orgy estava muito em desenvolvimento, com Gregory e Huyck começando a escrever o roteiro já em 1997, enquanto eles eram escritores da série de televisão, The Larry Sanders Show. O conceito do filme foi baseado em uma história contada por um colega escritor sobre uma festa que ele tinha assistido em Hollywood Hills, que terminou em uma orgia de improviso. Cético sobre a quantidade de verdade para a história, acreditando que as pessoas seriam "cheias demais de vergonha, medo e culpa para fazer uma orgia de sucesso acontecer", no entanto, inspirou Gregory e Huyck. A dupla acreditava que o conceito criaria uma comédia de grupo interessante, em parte devido às emoções poderosas que uma situação tão carregada de sexo acarretaria. Os personagens eram todos baseados em Gregory, Huyck e seus próprios amigos. Gregory afirmou que Eric (Sudeikis) e Mike (Labine) são baseados em grande parte em Huyck, com o guarda-roupa de Sudeikis e Labine sendo baseado nele. Huyck afirmou que Adam, Glenn e Marcus eram baseados em Gregory.
Gregory e Huyck trouxeram seu primeiro rascunho para seu atual agente de TV, que os aconselhou a não avançar mais com a ideia e abandonar o projeto. Destemidos, a dupla circulou o rascunho inicial e reuniu-se com vários produtores para montar uma equipe de produção. Com os produtores no lugar, os dois começaram a pensar em um elenco, inicialmente fixando suas visões em  Vince Vaughn. Vaughn finalmente não participou do filme, mas trabalhou com Gregory e Huyck na reformulação do roteiro. Sobre a entrada de Vaughn, Gregory declarou:
Vince Vaughn nos deu o melhor conselho sobre o filme. Nós [Gregory e Huyck] estávamos tentando fazer um filme geracional, e ele sugeriu que, para fazer algo universalmente ressonante, você precisa torná-lo específico e pessoal. É contra-intuitivo, mas ele estava certo. Nós dois somos muito bonitos, e é por isso que achamos que essa é uma área desconfortavelmente engraçada. Se fôssemos caras de orgia, isso teria sido um drama hiper-realista.

### Elenco
Com a nova direção da trama, a dupla buscou o novo papel principal do filme, Eric. Huyck finalmente viu Sudeikis cantando karaokê no Saturday Night Live depois da festa e sentiu que ele se encaixaria no papel. Na época, Sudeikis era apenas um roteirista do Saturday Night Live e achava que sua atuação como líder do filme exigiria um salto de fé. Depois que Gregory viu Sudeikis atuando no show de comédia 30 Rock, no entanto, ele também estava convencido de que Sudeikis seria perfeito para o papel. Ao entrevistar diretores de elenco, Susie Farris afirmou que sua primeira escolha para o papel também seria Sudeikis, resultando em sua contratação.

### Filmagem
Filmagem principal do filme começou em maio de 2008, em Wilmington, Carolina do Norte, e durou mais de 30 dias.  Wilmington foi escolhido por possuir a maior infraestrutura de estúdios na costa leste da América e por causa da arquitetura nativa que tinha semelhanças com as casas encontradas nos Hamptons de Nova York. Não foram criados estágios ou conjuntos para a produção, com todas as filmagens ocorrendo no local em empresas e locais reais usando residentes locais como extras. Um negócio em particular, apenas concordou em filmar depois que foi acordado que o nome da empresa, "Fred's Beds", aparece na cena envolvente envolvendo pesquisa para a orgia em um clube de sexo. Uma cena de festa tarde da noite envolveu extras locais e foi filmada durante 10 horas. Durante as filmagens, os produtores contrataram o The Wallnuts Crew para pintar pichações de tinta na parede de uma empresa local para a cena de fotos polaroid punk rocker. Enquanto o grafiteiro trabalhava no cenário, a polícia invadiu o set completamente sem saber que havia uma permissão emitida..

## Lançamento
Em fevereiro de 2011, Samuel Goldwyn Films e Sony Pictures Worldwide Acquisitions (SPWA) obtiveram os direitos de distribuição do filme nos Estados Unidos. Samuel Goldwyn lançou o filme nos cinemas, visando um lançamento no final do verão de 2011. A SPWA também obteve os direitos australianos e canadenses de lançar o filme. O filme estreou no Festival de Cinema de Tribeca 2011 na cidade de Nova York em 29 de abril de 2011. A estreia da Costa Oeste dos EUA ocorreu no cinema ArcLight Hollywood em Hollywood, Califórnia, em 25 de agosto de 2011.

### Bilheteria
A Good Old Fashioned Orgy recebeu um lançamento limitado nos Estados Unidos em 2 de setembro de 2011 em 143 cinemas. Durante seu dia de abertura, o filme acumulou um total de $117,564, uma média de $822 per sala de cinema. O filme finalmente ganhou $200,227 no mercado interno e $1,178,720 internacionalmente, totalizando $1,378,947.

### Recepção crítica
A Good Old Fashioned Orgy recebeu críticas mistas dos críticos. No Rotten Tomatoes, o filme tem uma classificação de 32%, baseado em 63 comentários, com uma classificação média de 4.4/10. O consenso crítico do site diz: "Seu titulante título promete gargalhadas irreverentes, mas a orgia preguiçosa, indiferentemente atuada e só esporadicamente engraçada não consegue se consumar".  Em Metacritic, o filme tem uma pontuação de 44 em 100, baseado em 26 críticos, indicando "revisões mistas ou médias".
John Defore do The Hollywood Reporter comparou o filme favoravelmente aos "romances de verão dos anos 80", descrevendo-o como uma "imagem solidamente comercial". DeFore apreciou a "brincadeira espirituosa" proferida pelo elenco, mas destacou Labine como "inerentemente engraçado" e "o único arremessador automático do elenco". DeFore, no entanto, lamentou que o filme foi "menos escandaloso do que o esperado", dada a premissa e "pode deixar o público querendo mais". DeFore criticou o filme por incluir mulheres que "parecem modelos" na orgia "enquanto apenas um dos homens pode ser considerado bonito".  John Anderson da Variety reagiu positivamente ao filme, ecoando os sentimentos de DeFore de que o diálogo é "inteligente".
Katie Calautti da Comic Book Resources apreciou o "humor inteligente" e a química "palpável" entre o elenco. Calautti concluiu sua resenha dizendo: "O final feliz, porém, é que o elenco deles e sua narrativa sólida geram sucesso para você". The Village Voice gostou do filme, escrevendo que "pode ser a comédia sexual que esta geração merece".